# إيدا إيمرسون
إيدا إيمرسون (بالإنجليزية: Ida Emerson) هي ملحنة وكاتبة غنائية أمريكية، ولدت في 1850، وتوفيت في 1950.

## وصلات خارجية
- إيدا إيمرسون على موقع ميوزك برينز (الإنجليزية)
- إيدا إيمرسون على موقع قاعدة بيانات برودواي على الإنترنت (الإنجليزية)
- إيدا إيمرسون على موقع ديسكوغز (الإنجليزية)